# Championnat du monde féminin du kilomètre contre-la-montre
Le Championnat du monde de kilomètre est le championnat du monde du kilomètre organisé annuellement par l'UCI dans le cadre des Championnats du monde de cyclisme sur piste. Les femmes concourraient avant 2025 le contre-la-montre individuelle sur la distance de 500m mais en 2023, l'UCI a choisi d'aligner les distances sur les hommes

## Historique
Elle se déroule « départ arrêté » et la distance à parcourir le plus vite possible est de 1 km .

## Les années olympiques
Le kilomètre départ arrêté fait partie des championnats du monde de cyclisme depuis 2025.

## Palmarès
| Édition | Or | Argent | Bronze |
| ------- | -- | ------ | ------ |
| 2025    |    |        |        |

## Bilan
Classement individuel
| Rang | Athlète | Pays | Or | Argent | Bronze | Ensemble |
| ---- | ------- | ---- | -- | ------ | ------ | -------- |

| Rang  | Pays  | Or | Argent | Bronze | Ensemble |
| Total | Total | 0  | 0      | 0      | 0        |
| ----- | ----- | -- | ------ | ------ | -------- |